# Teufelsegg
De Teufelsegg (vroeger ook: Teufelseck, Italiaans: Cresta del Diavolo) is een 3227 meter hoge berg in de Ötztaler Alpen op de grens tussen het Oostenrijkse Tirol en het Italiaanse Zuid-Tirol.
De berg ligt in de Weißkam aan de zuidelijke rand van de Hintereisferner. Ten oosten van de Teufelsegg ligt de 3219 meter hoge Egg, over de westelijke graat de 3514 meter hoge Innere Quellspitze.
Vanuit het Schnalstal lopen twee skiliften (de Teufelsegg 1 en 2) de berg op tot een hoogte van 3044 meter om skiën op de flanken van de Teufelsegg mogelijk te maken. Bij het dalstation van deze lift, op 2444 meter hoogte, is de Teufelsegghütte te vinden.